# 샌드크리크 학살
샌드크리크 학살(Sand Creek massacre)은 1864년 11월 29일 콜로라도 준주 의용기병대가 콜로라도 남동부에 거주하던 검은주전자의 샤이엔족과 아라파호족 부락을 공격해 주거지를 파괴하고 주민들을 학살한 사건이다. 원주민들은 비무장 민간인을 포함해 70-163명이 사망했으며, 그 중 3분의 2는 여성과 아동이었다. 학살이 있었던 장소는 샌드크리크 학살 국립사적지로 지정되어 국립공원관리청에서 관리하고 있다. 수정주의 서부극 《솔저 블루》는 이 사건을 영화화한 것이다.